# Indigofera salteri
Indigofera salteri är en ärtväxtart som beskrevs av Baker f. Indigofera salteri ingår i släktet indigosläktet, och familjen ärtväxter. Inga underarter finns listade i Catalogue of Life.